# Move (альбом)
Move (или иногда также называемый You Make Me Feel So Good) — дебютный EP Моби на лейбле Mute Records в Великобритании и Elektra Records в США. Релиз альбома состоялся в сентябре 1993 года, он добрался до первой строчки US Dance и до 27 строчки UK Singles Chart.
Хотя этот EP в официальной дискографии музыканта помещён в раздел «Синглы», он не был связан ни с одним из альбомов и является самостоятельным релизом музыканта.

## Список композиций

### CD: Mute / CDMUTE158 (UK)
| № | Название                            | Длительность |
| - | ----------------------------------- | ------------ |
| 1 | Move (You Make Me Feel So Good)     | 3:39         |
| 2 | All That I Need Is To Be Loved      | 5:18         |
| 3 | Unloved Symphony                    | 6:11         |
| 4 | The Rain Falls and The Sky Shudders | 6:18         |

### CD: Elektra / 61568 (US)
| № | Название                            | Длительность |
| - | ----------------------------------- | ------------ |
| 1 | Move (You Make Me Feel So Good)     | 3:39         |
| 2 | All That I Need Is To Be Loved      | 5:18         |
| 3 | Morning Dove                        | 5:43         |
| 3 | Move (Disco Threat)                 | 4:43         |
| 3 | Unloved Symphony                    | 6:11         |
| 4 | The Rain Falls and The Sky Shudders | 6:18         |

### 12": Mute / 12 MUTE158 (UK)
| № | Название                                             | Длительность |
| - | ---------------------------------------------------- | ------------ |
| 1 | Move (You Make Me Feel So Good) (Radio Edit)         | 3:39         |
| 2 | Morning Dove (Full length)                           | 6:08         |
| 3 | All That I Need Is To Be Loved (Hard Trance Version) | 7:00         |
| 4 | Unloved Symphony                                     | 6:11         |

### 12": Mute / L12 MUTE 158 (UK)
| № | Название                                        | Длительность |
| - | ----------------------------------------------- | ------------ |
| 1 | Move (You Make Me Feel So Good)                 | 6:24         |
| 2 | Move (You Make Me Feel So Good) (MK Blades Mix) | 6:10         |
| 3 | Move (You Make Me Feel So Good) (Sub Version)   | 6:11         |
| 4 | Move (You Make Me Feel So Good) (Xtra Mix)      | 6:30         |

## Участники записи
В записи песен также участвовали следующие исполнители:
- «Move (You Make Me Feel So Good)»  
 идея - Curt Frasca 
 вокал - Carole Sylvan, Rozz Morehead
- «Move (Disco Threat)» 
 вокал - Carole Sylvan, Rozz Morehead

## Внешние ссылки
- Информация о сингле на официальном сайте музыканта
- Move EP (англ.) на сайте Allmusic
- Move на сайте Discogs (Elektra Records)